# Bemannade Marsexpeditioner

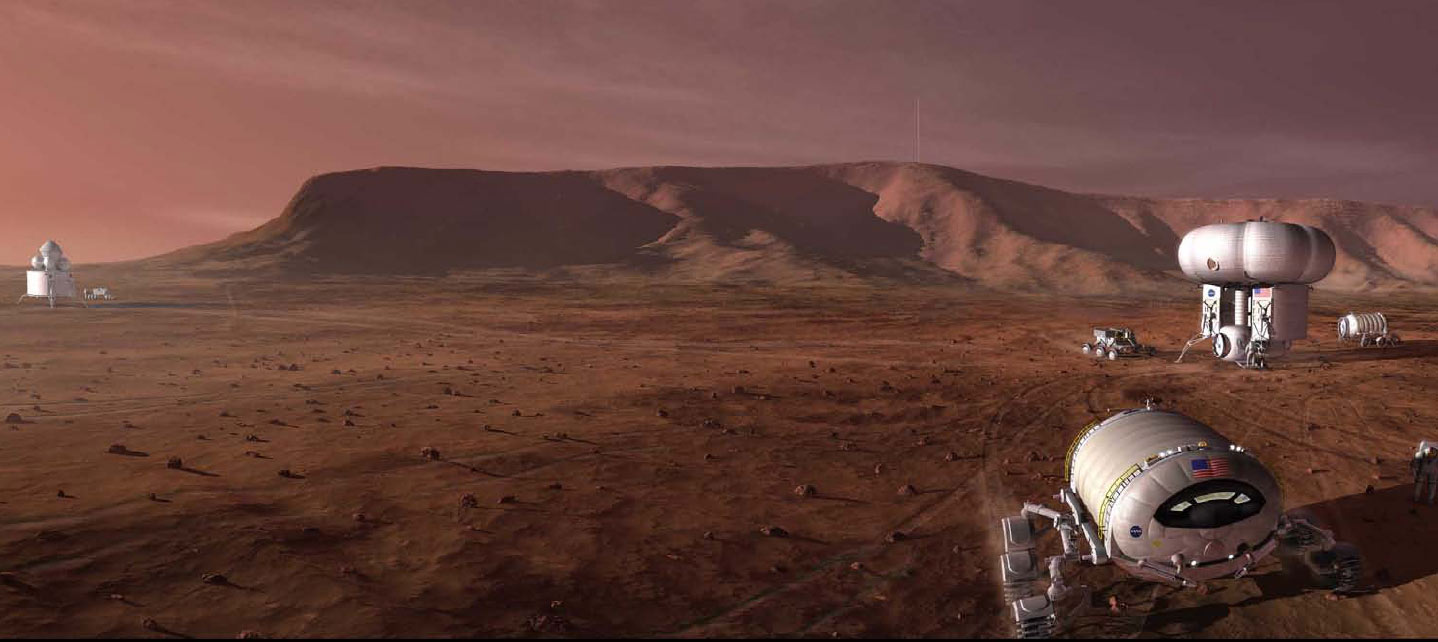
Koncept för NASA Design Reference Mission Architecture 5.0 (2009)

Bemannade Marsexpeditioner är en vision som förekommit länge både inom rymdforskningen, teknologin och inom science fiction. Idén har också gett upphov till ett flertal planer på hur det faktiskt ska kunna gå till. Dessa planer handlar inte bara om att människan skall kunna landa på planeten, utan också om att människan skall kunna bosätta sig där, liksom på Mars månar Phobos och Deimos och att människan skall omforma planeten så att den blir mer beboelig.

## Historik
Planer på bemannade rymdfärder till Mars har funnits sedan 1950-talet, med en genomsnittlig framförhållning på 10-30 år. Farorna med en så lång färd har gjort att tidshorisonten skjutits fram gång på gång och är nu bortom 2020.
För NASA, den amerikanska myndigheten för rymdfart fanns konkret planering för en färd redan 1962 inom NASA Marshall Spaceflight Centers "Project EMPIRE". Planerna tog fart på allvar i samband med 20-årsjubileet av Apollo 11, när Space Exploration Initiative startades.
Det finns dock forskare som menar att en bemannad färd till Mars vore kontraproduktiv för forskningen.
Inspiration Mars Foundation var en amerikansk ideell förening grundad av multimiljonären och rymdturisten Dennis Tito. Den planerade för en bemannad förbiflygning av Mars i januari 2018, om förhållandena var gynnsamma – och om tillfället missades ett alternativt datum 2021. Deras webbsida försvann 2015 och sedan dess har inget mera hörts om projektet.
Projektet Mars One var ett privat projekt som startades 2011 av nederländarna Bas Lansdorp och Arno Wielders. Det hade som slutgiltigt mål att etablera en permanent mänsklig bosättning på planeten. Till skillnad från övriga planerade projekt blir detta en expedition utan returbiljett, därav namnet MarsOne. Från 2016 var planen att den första bemannade flygningen till planeten skulle ske 2025. Färden till Mars skulle enligt planen gå att följa live via video dygnet runt på Internet. Projektet förklarades januari 2019 i konkurs.

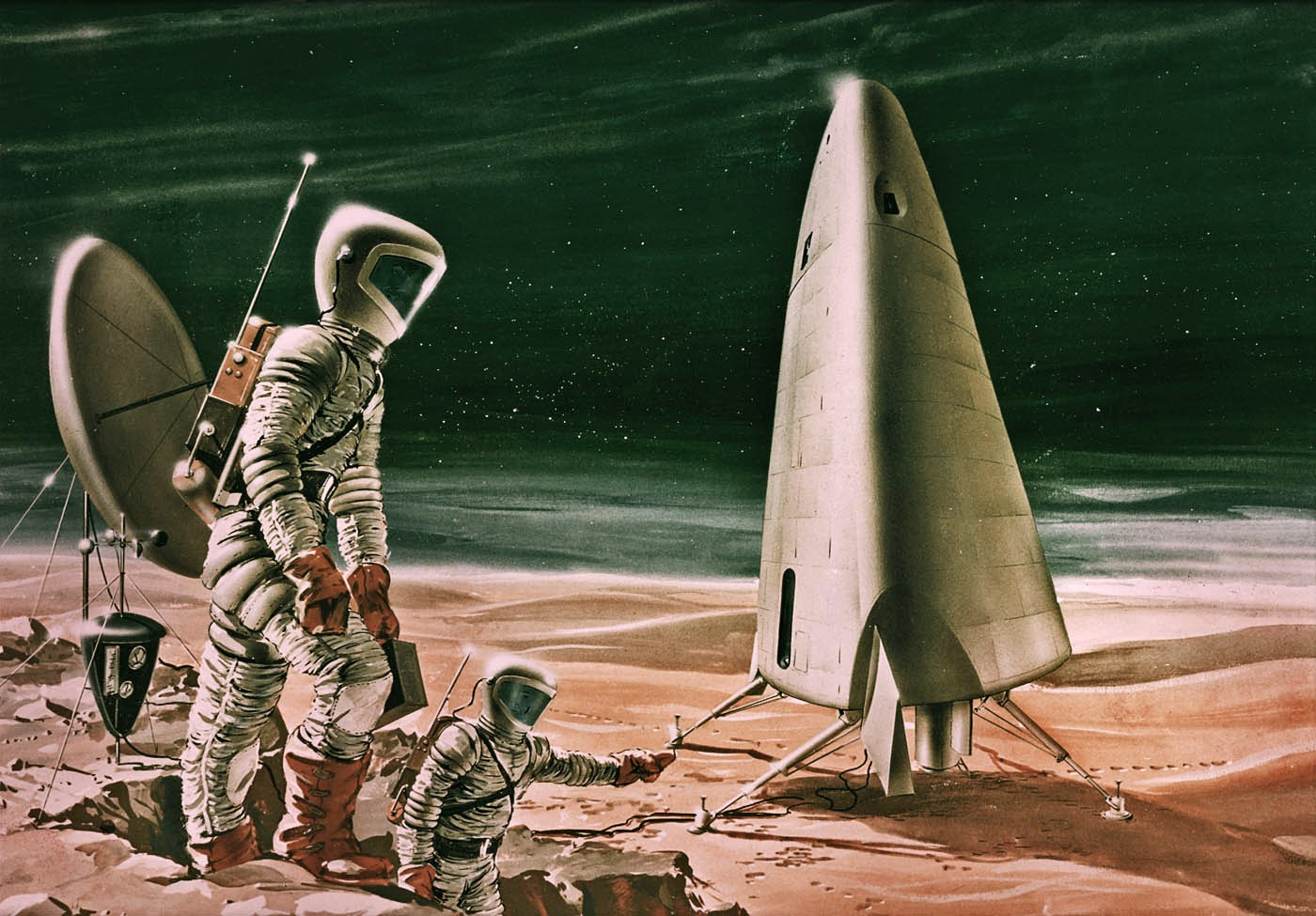
Konstnärens föreställning av Mars Excursion Module (MEM) som ingick i NASA projektstudier I början av 1960-talet.

## Konkreta planer
För USA:s myndighet för rymdfart, NASA, är planen att först utveckla teknik för att skicka människor till asteroider till 2025, för att sedan under 2030-talet ha teknik redo för att skicka människor till Mars. En bemannad resa till Mars kommer vara beroende av NASAs nya rymdkapsel ORION och raketen SLS, som enligt NASA ska bli den mest kraftfulla raketen någonsin.
Elon Musks privatägda företag SpaceX hade målet att skicka människor till Mars redan år 2024 för att utgöra början av en framtida koloni. Detta skulle ske med hjälp av raketen BFR, som ska kunna frakta människor både till månen och Mars. De första lasterna med förnödenheter var tänkta att skickas till Mars från och med 2022. Vid Axel Springer-galan 2020 var Elon Musk tydlig med att han med hög sannolikhet kunde säga att den första bemannade resan till Mars kommer träda ikraft 2026.

Logotyp för det rysk-europeiska samarbetsprojektet Mars-500.

Den Europeiska rymdorganisationen (ESA) har som mål att sända människor 2033 genom sitt Aurora Exploration Programme där Mars-500 var ett inledande projekt. Projektet var ett samarbete mellan ESA och den ryska rymdflygstyrelsen (PKA).
Det propageras av några, bland annat ledaren för Mars Society, Robert Zubrin, för att göra Mars mer jordliknande genom "terraformning". Det skulle på lång sikt kunna bidra till att hav skapas och att Mars får en andningsbar atmosfär. Dessa planer har av andra bedömts som högst orealistiska och jämförts med ren science fiction.
Det amerikanska företaget SpaceX skulle vilja erbjuda obemannade och bemannade turer till Mars under loppet av 2020-talet, vilket i slutändan kan möjliggöra kolonisering av Mars.